# Instituto Niels Bohr

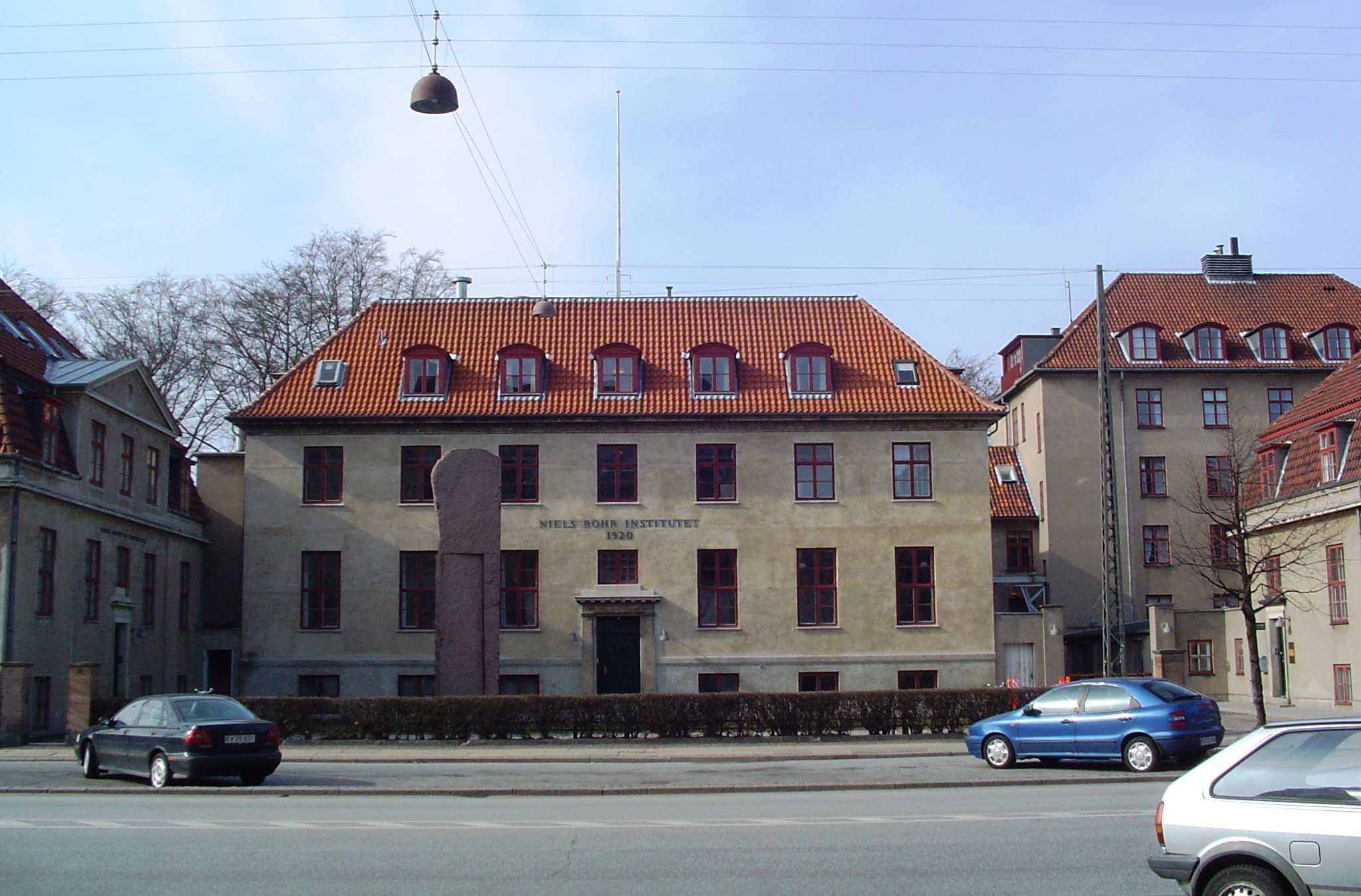
Instituto Niels Bohr

O Instituto  Niels Bohr é parte do Instituto Niels Bohr de Astronomia, Física e Geofísica  da Universidade de Copenhague.
O Instituto foi fundado em 1921. O físico teórico dinamarquês Niels Bohr pertencia à faculdade desde 1914. No octogésimo aniversário de Niels Bohr — 7 de outubro de 1965 — o nome do Instituto de Física Teórica da Universidade de Copenhague foi oficialmente mudado para Instituto Niels Bohr.
Durante os anos entre 1910 e 1940, o instituto foi um dos centros em que floresceram as disciplinas física atômica e física quântica. Físicos da Europa e outras partes do mundo visitavam frequentemente o instituto para conferir com Bohr as novas teorias e descobertas. A Interpretação de Copenhague da mecânica quântica só foi formulada após estudos realizados neste instituto durante este tempo.